# 선진지방자치연수원

선진지방자치연수원은 지방자치의 발전과 지방의회의 역량 강화를 위한 정책 연구, 교육훈련, 제도 확산을 핵심 목적으로, 2018년 서울시 마포구 상암동에 설립된 법인 전문연수기관이다.
지방분권이 강조되는 시대 흐름 속에서 주민참여와 의회 중심 자치 실현을 위한 풀뿌리 민주주의 정착의 허브 역할을 수행하고 있다.

## 핵심 기능 및 특징

### ✅ 지방의회 전문 교육기관
- 광역·기초의회 의원 대상 맞춤형 연수 프로그램을 기획 및 운영.
- 실제 의정활동에서 필요한 법제, 예산, 감시 기능 강화 교육에 초점을 맞춤.
- 지방의회의 실제 의사결정 구조와 행정감사 기법 등을 현장 중심으로 교육.

### ✅ 지방자치연구 및 정책 개발
- 지방자치연구실을 중심으로 지방정부·의회의 제도 개선 방안을 연구.
- 주민참여예산제, 자치법규 운영 개선, 자치분권 평가모델 등 실증적 연구 다수 수행.

### ✅ 민주시민 교육 확대
- 시민 대상의 지방자치 이해 및 참여 교육 실시.
- 청소년 의회 체험교육 등 시민 역량 강화를 위한 비의원 대상 교육도 활발히 전개.

### ✅ 전문인력 양성 및 출판사업
- 지방자치 전문도서 출판(예: 의회 운영 매뉴얼, 예산심의 가이드 등).
- 지방의회 전문위원, 보좌관, 사무처 직원을 위한 심화교육과정 운영.

## 교육진 및 조직 구성의 차별성
- 교수진은 서울시의회 전문위원 출신을 비롯해 지방의회 실무 경험이 풍부한 전문가들로 구성되어 실무 중심 교육 가능.
- 조직은 의원연수실, 서비스연수실, 지방자치연구실, 경영지원실 등으로 세분화되어 체계적 교육운영을 지원함.
- 원장 박동명 법학박사는 지방의회 제도에 정통한 전문가로서, 제도 발전을 위한 정책 제안 및 교육 혁신을 이끌고 있음.

## 국내외 활동과 파급 효과
- 현재까지 전국 150여 개 지방의회와 협력하여 연수 실시.
- 예: 강원도의회, 경기도의회, 강남구의회, 고양특례시의회, 남원시의회 등
- 향후 국제 지방자치 모델과 비교연구 및 연수 프로그램 교류 확대도 계획 중.
- 지방의회 역량 제고를 통한 지역 의회 중심 거버넌스 정착에 기여하고 있음.

## 🔗 공식 홈페이지
https://www.lgti.net/
→ 연수 프로그램 일정, 교수진 소개, 출판 도서 안내 등 확인 가능